# Cárcer
Cárcer (oficialmente y en valenciano Càrcer) es un municipio de la Comunidad Valenciana, España. Perteneciente a la provincia de Valencia, en la comarca de la Ribera Alta. Se encuentra ubicado, así mismo, en el Valle de Cárcer.

## Geografía
El término municipal de Cárcer se encuentra entre los 31 y 99 m sobre el nivel del mar, entre los meridianos 0°35′ y 0°39′ de longitud oeste y los paralelos 39°2′ y 39°5′. Su extensión es de 7,4 kilómetros cuadrados. La distancia con la capital es de 50 km.
Sus tierras se encuentran regadas por los ríos Júcar al norte y el río Sellent al oeste del pueblo. Se encuentra aguas abajo de la presa de Tous, enclavado entre tres montañas que, formando una barrera natural, separan las comarcas de la Canal de Navarrés y la Costera.
La superficie del término es mayormente llana, exceptuando el extremo sur, donde se encuentra el pequeño monte de la Serratella y luego la montaña del Terrafort del término de Játiva. Se sitúa en el mismo centro del Valle de Cárcer.
Desde Valencia, se accede a esta localidad a través de la A-7 y luego tomando la CV-560, la cual comunica el pueblo con los otros del valle del mismo nombre. La estación de metro más cercana se sitúa a 5 km en Villanueva de Castellón y la de tren a 8 km en Puebla Larga.
Respecto a las líneas de autobús, cuenta con las empresas La Antellense y TOGSA. El pueblo cuenta con centros de enseñanza y centro de salud.

### Barrios y pedanías
En el pueblo encontramos el barrio de San Roque que conforma la parte vieja del pueblo, el resto del pueblo no tiene barrios asignados aunque antiguamente, a la parte este se la llamaba Barrio de Alcántera por su cercanía a dicho pueblo.

### Localidades limítrofes
| Antella      | Norte: Gavarda                   |                           |
| Oeste: Cotes |                                  | Este: Alcàntera de Xúquer |
| Sellent      | Sur: Venta de Carbonell (Játiva) | Beneixida                 |

### Clima
El clima es de tipo mediterráneo, con una brusca transición del estiaje estival a las abundantes lluvias otoñales de tipo torrencial, que producen frecuentes inundaciones. Cárcer se sitúa en una de las zonas más calurosas del este español.
| Medias           | ENE  | FEB  | MAR  | ABR  | MAY  | JUN  | JUL  | AGO  | SEP  | OCT  | NOV  | DIC  | Mensual | Anual |
| Temperaturas, ºС | 11,1 | 11,6 | 13,9 | 16,7 | 20,7 | 24,5 | 27,4 | 27,4 | 24   | 20,3 | 14,7 | 11,6 | 18,6    | -     |
| Lluvia, mm       | 40,1 | 40,3 | 73,3 | 41,1 | 47,3 | 24,3 | 7,5  | 15,6 | 88,0 | 90,4 | 78,5 | 63,2 | 50,8    | 609,5 |
| ---------------- | ---- | ---- | ---- | ---- | ---- | ---- | ---- | ---- | ---- | ---- | ---- | ---- | ------- | ----- |

## Historia
"Carzre", como pronunciaban los antiguos valencianos, se halla emplazado en el centro del valle del que tomó su nombre. Este valle fue conocido con los nombres de Broto y de las Flores. El botánico Antonio José de Cavanilles lo denominó por su ubérrima producción, Cárcer, y Pascual Madoz, allá por el año 1846, le llamó valle de la Muerte a consecuencia de unas fiebres que cogió al beber de una fuente que estaba contaminada. Los árabes lo llamaron el Valle de las Flores. Estas denominaciones respondían a un auténtico sentido de la realidad. Antes de que se introdujera en él el cultivo del arroz era hermoso, sano, fresco alegre y apacible, convidando a disfrutar de una vida plácida y tranquila.
Según el padre Lerchundi, Carzre significa en árabe sitio de reposo, quietud y tranquilidad. Sin embargo, el nombre es, al parecer, latino y deriva de la situación geográfica del valle, semejante a la de una cárcel, cuyos muros están constituidos, en este caso por las sierras de Gabarda, Antella, Montot y Realeng, que lo rodean por los lados norte, oeste y sur; la puerta de entrada queda al este, en el espacio existente entre el espolón de la sierra de Gabarda y el del Castellet de Señera.
Cárcer debió de nacer a raíz de la ocupación del valle por los árabes, allá por los años 713 o 714. Así parecen indicarlo los restos encontrados. Pruebas de este aserto constituyen también la desaparecida iglesia, que antes fue mezquita; las fábricas de cerámica y azulejos; el no haberse encontrado, hasta ahora, restos de utensilios o habitaciones de épocas anteriores a los musulmanes; y, por último, los nombres de algunas partidas, como la del Ravalet, derivada de la palabra árabe rahal, que significa arrabal, y la del Socá, corrupción de Xocá, nombre de un poblado desaparecido que hace tiempo se hallaba situado en dicha partida.
Nominalmente al menos, el primer señor de Cárcer fue don Pedro Fernández, señor de Albarracín y de Azagra, a quien el rey don Jaime I lo concedió en 5 de agosto de 1237, es decir, cinco años antes de la reconquista del valle y mientras el soberano se hallaba sitiando por segunda vez la ciudad de Valencia. Es posible que esta donación fuese revocada, o que don Pedro Fernández no tomase posesión del pueblo, puesto que en 1242 Jaime I vuelve a conceder la alquería llamada Cárcer, con sus pertenencias -excepto molinos y hornos-, a Gonzalbo Juan Domínguez, a Sebastián, consobrino de Martín de Sicilia y a otros cuarenta y siete pobladores. En el mismo año el rey hizo donación de tierras del valle a otras veinte personas.
Escolano habla de Cárcer en los siguientes términos: "Ras de Sumacárcer se recuesta sobre la ribera del Júcar el lugar de Cárcer o Carzre, como pronunciaban los primeros valencianos de la conquista. Sus casas, cerca de doscientas de moriscos y a nivel labradas, que con las acequias y todas ellas y sus calles tan curiosamente de agua clara que cruzan por ellas y los muchos parrales que en forma de soportales cubren las puertas de las casas, hacen el lugar uno de los apacibles y graciosos del reino".
Otros antecedentes dejan entrever la existencia, en tiempos remotos, de una calle en la que habitan cien doncellas simbolizadas en las cien parras que la sombreaban y adornaban. Esta gran calle de las cien parras debía de ocupar los terrenos que hoy forman las partidas de la Señoría y Ravalet. Su trazado fue seguramente bastante irregular, con trayectos rectos y otros formados por curvas más o menos cerradas. A lo largo de toda ella debieron de discurrir, a cielo abierto, las acequias del Racó y de la Señoría, que, como es característico en los poblados árabes, formarían una especie de canal de circunvalación destinado al riego y a los desagües. Años después, desaparecerían las parras, la hermosa calle se llamó del Olivo a causa del que creció en ella.
Según el historiador Francisco Diago, documentos anteriores a 1384 acreditan la existencia de fábricas de cerámica en Cárcer y hasta citan algunos nombres de ceramistas que vivieron entre los años 1317 y 1326. Pero así como las fábricas de cerámica de Paterna fueron absorbidas por las creadas en el vecino pueblo de Manises, las de Cárcer desaparecieron con la despoblación ocasionada por las frecuentes epidemias, despoblación terriblemente agravada por la expulsión de los moriscos, quien al marchar se llevaron consigo el arte de la fabricación, ya que los cristianos que quedaron, por falta de manos o de técnicos, se sintieron incapaces de mantener estas industrias.
Que Cárcer fue rico e importante lo atestigua también el hecho de que al fijar el rey don Jaime el Conquistador la primera contribución que impuso a los moros después de la Reconquista, en 24 de septiembre de 1257, exigiese a los de Cárcer y Sumacárcer (puesto que esta población dependía de la primera) el pago de cien besantes, cantidad igual a la que exigía a los moros de Alcira, y mitad de la que solicitó de los de Valencia, cuya contribución fijó en 200 besantes.
Durante la reconquista, producida en el año 1237, se menciona la donación por parte del rey Jaime I a don Pedro Fernández de Azagra (Señor de Albarracín) de los castillos y villas de Altura y Chelva, así como las alquerías de Cárcer y Gátova.
En esta primera contribución impuesta por el rey don Jaime al reino de Valencia, figuran sólo veintiséis pueblos, siendo de suponer que serían los más importantes, y entre todos los del valle únicamente Cárcer aparece en la relación.
Está documentada extensamente la belleza y tranquilidad del valle, en el que debía de abundar la caza, como lo prueba una provisión de 1526 existente en el archivo municipal de Játiva, en la que se dispone que vayan cazadores al valle de Cárcer a cazar francolíns (especie de perdiz, extinguida actualmente en Europa) para el duque de Calabria.
En el año 1427, Cárcer es adquirido previa facultad real del rey de Aragón Alfonso V, por Pedro Martínez de Eslaba, con la denominación de I barón de Cárcer. En 1837 fueron abolidos definitivamente los señoríos en España. En 1916, el rey Alfonso XIII, rehabilitó el título nobiliario, pero ya sin ningún tipo de señorío ni jurisdiccional ni territorial sobre la población de Càrcer, a Joaquín Manglano y Cucaló de Montull, como XV barón de Cárcer. Actualmente dicho linaje aún ostenta el título nobiliario.

## Demografía
Cárcer cuenta con una población de 1806 habitantes (INE 2024).
| Gráfica de evolución demográfica de Cárcer entre 1842 y 2021                                                        |
| |
| Población de derecho según los censos de población del INE Población de hecho según los censos de población del INE |

## Economía
La agricultura es la actividad más importante. Basada en el monocultivo y comercio de la naranja. En lo que respecta a la industria, este sector está dedicado mayoritariamente a la transformación de los cítricos.

## Administración y política
Se representan a continuación el día de la toma de posesión seguido del nombre del alcalde:
| - 1/6/1871 - Vicente Moragues Sales - 1/2/1872 - Agustín Molla Conca - 27/9/1872 - Salvador Aliaga Vea - 4/2/1873 - Juan Bautista Pascual Martínez - 11/7/1873 - Juan Bautista Ayuso Cueves - 26/9/1873 - Antonio Pla Penaba - 26/3/1874 - Juan Bautista Ayuso Cueves - 26/4/1874 - Máximo Daries Borja - 11/6/1874 - Salvador Carbonell Pavía - 16/11/1875 - José Carbonell Peris - 22/9/1876 - Bautista Pascual Martínez - 26/11/1876 - Antonio Pla Penalba - 22/8/1878 - José Carpí Bosca - 1/7/1881 - Andrés Cueves Garulo - 1/7/1885 - Francisco Botella Suñer - 1/7/1887 - José Pascual Daries - 18/4/1891 - Agustín Bono Mollá - 1/7/1891 - Francisco Cueves García | - 13/7/1893 - Agustín Bono Mollá - 1/1/1894 - Miguel Lorente Estarelles - 1/7/1895 - Aurelio Suñer Martí - 15/12/1897 - Tomás Pascual Daries - 1/7/1899 - Laureano Momblanch Vidal - 10/4/1902 - Miguel Borja Abad - 13/7/1902 - Vicente Ribelles Pascual - 14/10/1903 - Felipe Carbonell Momblanch - 1/1/1906 - Laopoldo Momblanch Fuentes - 1/7/1909 - Miguel Lorente Estarelles - 1/1/1912 - Casimiro García Mollá - 1/1/1914 - Aurelio Suñer Martí - 1/1/1916 - Blas Mañez Bru - 1/1/1918 - Miguel Lorente Estarelles - 2/9/1919 - José Pascual Bru - 1/4/1920 - Antonio Hernández Mollá - 1/4/1922 - José Borja Perales - 2/10/1923 - Casto Momblanch Fuentes | - 4/10/1923 - Bautista Monar Pavía - 24/3/1924 - Francisco Pla Micó - 26/2/1930 - Bautista Monar Pavía - 10/6/1930 - Aurelio Suñer Martí - 14/4/1931 - José Borja Perales - 16/10/1931 - José Daries Cuenca - 22/2/1936 - Rafael Gozalbo Moragues - 1/2/1937 - José Varoch García - 24/4/1938 - Rafael Gozalbo Moragues - 29/1/1939 - Juan Bautista Lloret Verdú - 13/3/1939 - Evaristo Guillem Boluda - 29/3/1939 - Enrique Mateu Zorraquino - 8/6/1941 - Aurelio Suñer Monar - 2/11/1943 - Federico Barberá García - 8/11/1948 - Francisco Pla Sanz - 12/2/1951 - Leopoldo Carbonell Benavent - 16/9/1955 - José Monar Gozalbo - 4/12/1961 - José Garcés Lloret |

Periodo democrático
| Periodo   | Nombre                                              | Partido                     |
| --------- | --------------------------------------------------- | --------------------------- |
| 1979-1983 | Miguel Daries Gomis                                 | Independiente, AEI          |
| 1983-1987 | Laureano Suñer Carbonell                            | PSPV                        |
| 1987-1991 | Ricardo Lloret Ibáñez                               | PSPV                        |
| 1991-1995 | José Carbonell Fons                                 | PSPV                        |
| 1995-1999 | José Antonio Juanes Escrivá Aurelio Hernández Monar | PSPV (moción de censura) PP |
| 1999-2003 | Aurelio Hernández Monar                             | PP                          |
| 2003-2007 | Demetrio Enrique Benavent Lodroño                   | PP                          |
| 2007-2011 | Marta Hernandis Martínez                            | PP                          |
| 2011-2015 | Marta Hernandis Martínez                            | PP                          |
| 2015-2019 | Josep Botella Pardo                                 | ACC                         |
| 2019-2023 | Josep Botella Pardo                                 | ACC (PSOE)                  |
| 2023-act. | Vicente Tomás Lloret Suñer                          | PP                          |

Elecciones municipales de 2023
| Resultados elecciones municipales Càrcer 2023 | Resultados elecciones municipales Càrcer 2023 | Resultados elecciones municipales Càrcer 2023 | Resultados elecciones municipales Càrcer 2023 |
| --------------------------------------------- | --------------------------------------------- | --------------------------------------------- | --------------------------------------------- |
|                                               | Partidos                                      | Concejales                                    | Votos                                         |
|                                               | (PP)                                          | 5/9                                           | 616                                           |
|                                               | ACC (PSOE)                                    | 3/9                                           | 441                                           |
|                                               | GxC                                           | 1/9                                           | 131                                           |

## Patrimonio

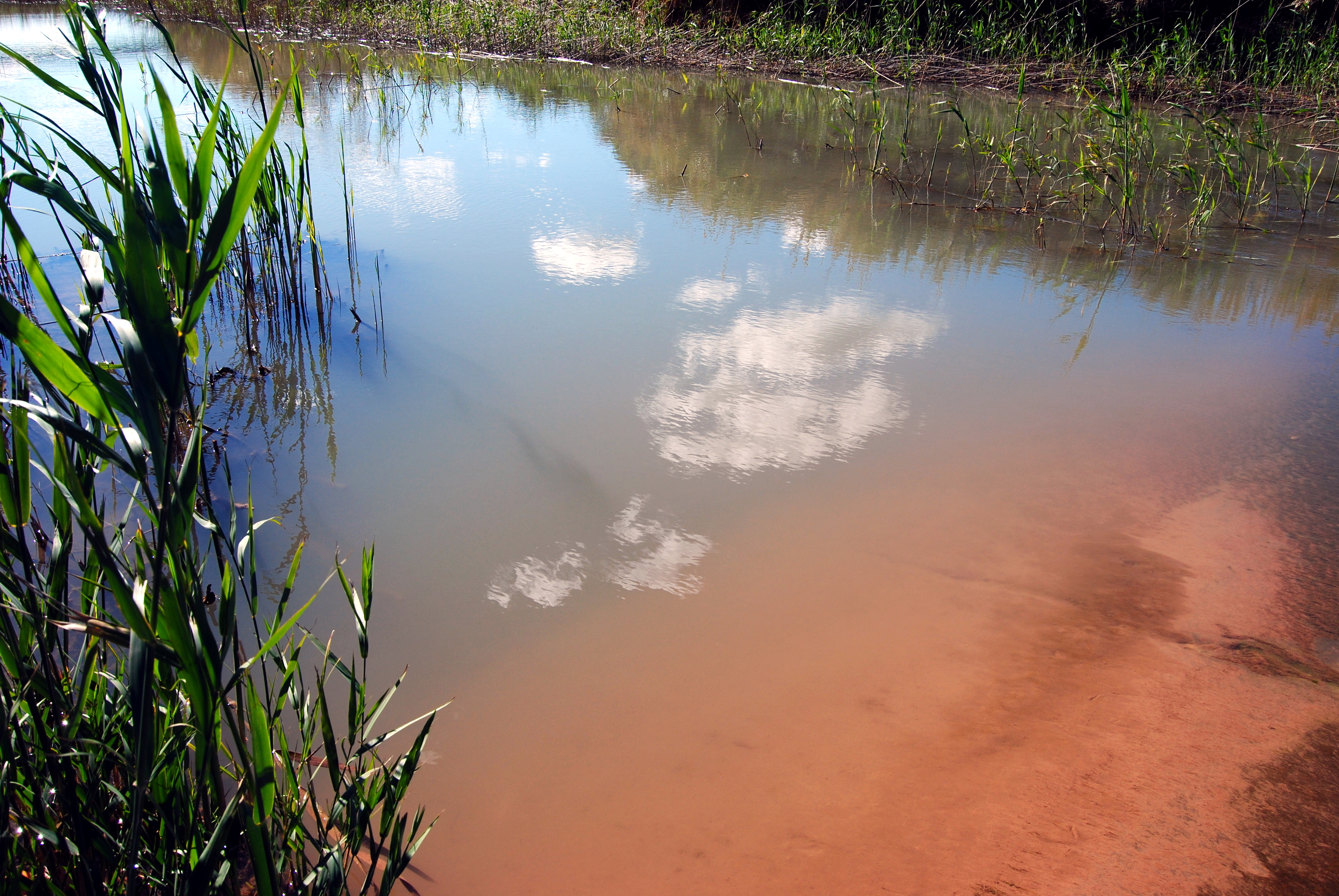
Imagen tomada en el Cano.

- La iglesia parroquial de la Asunción del siglo XVIII.
- Barrio de San Roque, parte antigua del pueblo formada por estrechas calles antiguas adoquinadas.
- Restos de L'Arcà, acueducto restaurado por efectos de la riada de octubre de 1982.
- El Cano pequeña represa en el Río Sellent, a modo de azud, pintoresco lugar de pescadores visible desde el mismo puente de la carretera.
- Desembocadura del río Sellent como lugar de interés paisajístico.

## Fiestas locales
- Fallas. Durante el mes de marzo se celebran las Fallas en honor a San José. Cárcer cuenta con la falla "El Corralot".
- Moros y Cristianos. Se celebra la primera semana de septiembre. Actualmente Cárcer cuenta con nueve comparsas. Declarada Fiesta de Interés Turístico Local[5]
- Fiestas Patronales.Celebra sus fiestas patronales los días 14, 15 y 16 de septiembre en honor a "San Isidro Labrador", "Virgen de Gracia" y al "Cristo de la Agonía".
- Santa Cecilia. Se celebra durante el mes de noviembre, a cargo de la S.A.M. "El Valle de Cárcer".
- "Les rastreres". Se celebra de forma anual, el 5 de enero. Declarada Fiesta de Interés Turístico Local.[6]
- "La processó del farolet de pimentó". Declarada Fiesta de Interés Turístico Local.[7]

### Himno del municipio
Fragmento Pasodoble "Cárcer en Fiestas" himno del municipio:
- Himno

## Educación
La educación en Cárcer depende de la Consejería de Educación de la Generalidad, titular de las competencias en materia de educación en el ámbito de la Comunidad Valenciana.
Cárcer cuenta con una Guardería inaugurada en el 2010 que sustituye a la antigua guardería Mafalda, un colegio de educación primaria (el CEIP Pare Gumilla) y el Instituto de ESO y Bachillerato IES Cárcer que tiene capacidad para albergar a los alumnos de los ocho pueblos del valle.